# Наумов, Наум Вениаминович
Наум Вениаминович Наумов (настоящая фамилия Кацман; 15 августа 1918, Скопин, Рязанская губерния — 2 февраля 1982, Москва) — советский переводчик и литературный критик.

## Биография
Окончил ИФЛИ (1941), участник Великой Отечественной войны.  На фронт ушёл добровольно в июле 1941 года. Рядовой 2-го мотострелкового полка бригады особого назначения НКВД СССР, младший сержант 31-го полка 1-й бригады Западного фронта, старшина 54-го гвардейского полка 19-й гвардейской стрелковой дивизии. Дважды ранен.
В 1947 году дебютировал в печати с критическими статьями о новейшей литературе Франции, Италии, Латинской Америки. В 1951 году окончил аспирантуру Института философии АН СССР.
Наумов переводил с итальянского, испанского и французского языков. В его переводах опубликованы, в частности, статьи и письма Вольтера, новеллы Альбера Камю («Бракосочетание в Типаса», «Ветер в Джемила», «Письма к немецкому другу», «Молчание», «Иона, или Художник за работой»), повести Чезаре Павезе «Прекрасное лето» и «Дьявол на холмах», пьеса Федерико Гарсиа Лорки «Дом Бернарды Альбы», романы Карлоса Фуэнтеса «Край безоблачный ясности», Марио Варгаса Льосы «Зелёный дом», Аугусто Роа Бастоса «Я, Верховный», Мигеля Делибеса «Дорога», отдельные произведения братьев Гонкур, Луи Арагона, Веркора, Альберто Моравиа, Мигеля Астуриаса и др. Автор слов к песне «Дикие лебеди» (музыка Е. Л. Пригожиной).
Вместе с Лилианной Лунгиной руководил семинаром молодых переводчиков французской прозы. Согласно воспоминаниям Лунгиной, «нас объединяла работа, и если я чего-нибудь не знала, в чём-нибудь сомневалась, где-то колебалась, он был мой первый советчик».

## Семья
С 1946 года был женат на Иссе Яковлевне Черняк (позднее Гинзберг-Черняк; 1922—2004, впоследствии Паниной, жене Димитрия Панина), преподавателе французского языка в институте иностранных языков имени Мориса Тореза. Двое детей, один из которых — поэт Владимир Наумов (псевдоним Jacques Petiver, род. 23 февраля 1950); второй сын был убит преступником в возрасте десяти лет.